# But sur balles intentionnel

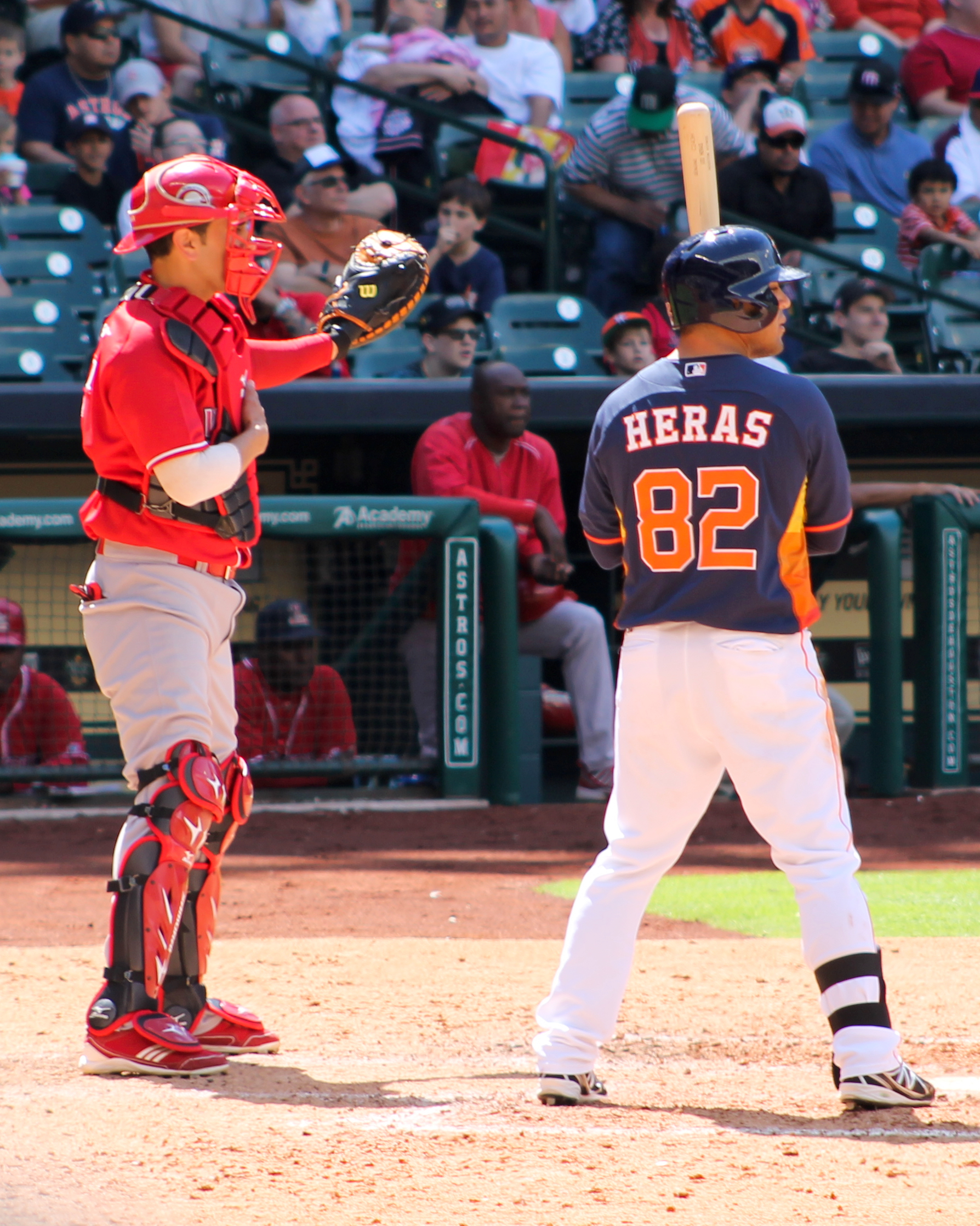
Le receveur (à gauche) est debout, gant tendu, et attend les tirs du lanceur (hors-champ) qui accorde un but sur balles intentionnel au frappeur (à droite).

Un but sur balles intentionnel (parfois base sur balles intentionnel, et en anglais intentional base on balls ou intentional walk) est un terme utilisé au baseball et une variante du but sur balles. Il s'agit de 4 balles lancées volontairement hors de la zone des prises (par conséquent, des « balles ») pour accorder à un frappeur la première base.

## Description
Bien qu'un but sur balles intentionnel puisse être alloué en tout temps, une telle stratégie sera utilisée, en règle générale, lors d'une situation où l'équipe en défense fait face à une menace de l'adversaire. Il est alors jugé préférable de placer un joueur adverse de plus sur les sentiers, si ce frappeur est particulièrement dangereux, afin d'affronter le frappeur suivant dans l'alignement, que le gérant estimera plus facile à retirer.
Un but-sur-balles intentionnel est aussi accordé lorsqu'il y a un coureur en deuxième base et que la première base est inoccupée. Le fait de placer volontairement un adversaire au premier coussin donne l'occasion à l'équipe en défense de forcer le frappeur suivant à se commettre dans un double-jeu, et ainsi enregistrer deux retraits d'un seul coup.
Lors d'un base-sur-balles intentionnel, le receveur ne s'agenouille pas comme à l'habitude, mais reste plutôt debout pour attraper les lancers volontairement hauts et hors-cible du lanceur, pendant que le frappeur attend que les quatre balles soient lancées. Il sera permis au frappeur de s'élancer quand même et de frapper la balle si le tir du lanceur, qui se veut volontairement imprécis, ratait complètement la cible et revenait dans une zone où la balle serait facile à frapper. Une telle situation est toutefois rarissime.
Autre situation hautement inhabituelle : un vol de base durant un base-sur-balles intentionnel. Il est permis à un coureur de voler une base comme si le lanceur effectuait un lancer régulier. Cependant, les risques plus élevés d'être retiré en tentative de vol (le receveur, debout, réagirait plus rapidement) font que cette situation ne se produit pratiquement jamais.
Un base-sur-balles peut aussi être "semi-intentionnel", si l'on décide d'accorder un base-sur-balles intentionnel après avoir affronté le frappeur de façon normale pendant un lancer ou plus. Toutefois, le base-sur-balles, qu'il soit intentionnel ou semi-intentionnel, viendra s'inscrire de la même façon à la carte de pointage, et n'aura pas d'incidence différente sur le déroulement du jeu.

## Records
Dans l'histoire des Ligues majeures de baseball, en seulement six occasions un but sur balles intentionnel a été accordé alors que les bases étaient toutes remplies, ce qui accordait automatiquement un point à l'équipe au bâton, et un point produit à la fiche du frappeur qui a reçu le but-sur-balles. Ces six frappeurs sont : Abner Dalrymple en 1881, Nap Lajoie en 1901, Del Bissonette en 1928, Bill Nicholson en 1944, Barry Bonds en 1998 et Josh Hamilton en 2008. Mel Ott est parfois mentionné comme ayant été impliqué dans un jeu similaire en 1929 mais cette affirmation est contestée et difficile à vérifier puisque les bases-sur-balles intentionnels n'ont été ajoutés aux statistiques officielles qu'en 1955.
Le joueur s'étant vu accorder le plus de but sur balles intentionnel dans l'histoire est sans contredit Barry Bonds. À l'issue de la saison 2007 (sa dernière saison active dans les majeures), Bonds avait reçu 688 passes gratuites intentionnelles, ce qui est plus que le nombre de but-sur-balles intentionnels combiné des deux joueurs (Hank Aaron et Willie McCovey) qui le suivent dans le top 3. Bonds détient le record pour le plus de but sur balles intentionnels en une saison (120 au cours de la saison 2004), et le plus grand nombre reçu en neuvième manche (4 en 2004).